# Jaap de Hoop Scheffer
Jakob Gijsbert Jaap de Hoop Scheffer [ˈjaːp də ˈɦoːp ˈsxɛfər], nizozemski politik, * 3. april 1948, Amsterdam.
Po študiju prava na Univerzi v Leidnu (leta 1974 je tu magistriral) in službovanju kot častnik v Kraljevem nizozemskem vojnem letalstvu je vstopil v diplomatsko službo. Prvi dve leti je služboval v Gani, nato pa do leta 1980 v NATO HQ v Bruslju. Leta 1986 je bil izvoljen v Parlament Nizozemske, nato pa je postal minister za zunanje zadeve Nizozemske (2002-2003) in generalni sekretar Nata (2004-2009).